# Passeport néo-zélandais
Le passeport néo-zélandais (en anglais : New Zealand passport ; en maori de Nouvelle-Zélande : Uruwhenua Aotearoa) est un document délivré aux ressortissants néo-zélandais qui leur permet de circuler à l'étranger. Il se classe en 5e position. Il permet un accès sans visa à 187 pays. Avec un score de mobilité élevé, c'est l'un des passeports les plus convoités. Les détenteurs d’un passeport néo-zélandais bénéficient d’un accès sans visa à l’arrivée à des pays tels que le Japon, le Royaume-Uni, les Émirats arabes unis, les États-Unis et l'ensemble de l'Union européenne.

## Apparence
La version actuelle des passeports néo-zélandais est noire, avec les armoiries de la Nouvelle-Zélande au centre de la couverture. Les noms du pays en maori et en anglais sont inscrits au-dessus des armoiries en argent.
Le passeport est imprimé en maori et en anglais.

### Page biodonnées
Les parties textuelles des passeports néo-zélandais sont imprimées en maori et en anglais. La page de biodonnées comprend les éléments suivants :
- Photo du titulaire du passeport 35 × 45 mm[3]
- Type : P
- Pays : NZL
- Numéro de passeport
- Nom de famille
- Prénoms
- Nationalité : NEW ZEALAND
- Date de naissance
- Sexe
- Lieu de naissance
- Date d'émission
- Date d'expiration
- Autorité de délivrance[4]

## Groupe de passeport des Cinq Nations
La Nouvelle-Zélande participe au Five Nations Passport Group, un forum international de coopération entre les autorités délivrant des passeports en Australie, au Canada, au Royaume-Uni et aux États-Unis pour « partager les meilleures pratiques et discuter des innovations liées à l'élaboration de politiques, de produits et de pratiques en matière de passeport »[réf. souhaitée].

## Exemptions de visas

### Europe (Schengen)
| Pays               | Conditions d'accès | Réciprocité en matière de visas |
| ------------------ | --- | ------------------------------- |
| Allemagne          | 90 jours (sans tenir compte de la période de séjour dans les autres pays Schengen)                                                       | Réciprocité totale              |
| Autriche           | 90 jours (sans tenir compte de la période de séjour dans les autres pays Schengen)                                                       | Réciprocité totale              |
| Belgique           | 90 jours (sans tenir compte de la période de séjour dans les autres pays Schengen)                                                       | Réciprocité totale              |
| Danemark           | 90 jours (sans tenir compte de la période de séjour dans les autres pays Schengen)                                                       | Réciprocité totale              |
| Espagne            | 90 jours (sans tenir compte de la période de séjour dans les autres pays Schengen)                                                       | Réciprocité totale              |
| Estonie            | 90 jours par période de 180 jours (y compris la période de séjour en Lettonie, Lituanie, Malte, Pologne, Slovaquie et Slovénie.)         | Réciprocité totale              |
| Finlande           | 90 jours (sans tenir compte de la période de séjour dans les autres pays Schengen)                                                       | Réciprocité totale              |
| France             | 90 jours (sans tenir compte de la période de séjour dans les autres pays Schengen)                                                       | Réciprocité totale              |
| Grèce              | 90 jours (sans tenir compte de la période de séjour dans les autres pays Schengen)                                                       | Réciprocité totale              |
| Hongrie            | 90 jours (sans tenir compte de la période de séjour dans les autres pays Schengen, si la Hongrie est la dernière dans l'espace Schengen) | Réciprocité totale              |
| Islande            | 90 jours (sans tenir compte de la période de séjour dans les autres pays Schengen)                                                       | Réciprocité totale              |
| Italie             | 90 jours (sans tenir compte de la période de séjour dans les autres pays Schengen)                                                       | Réciprocité totale              |
| Lettonie           | 90 jours par période de 180 jours (y compris la période de séjour en Estonie, Lituanie, Malte, Pologne, Slovaquie et Slovénie.)          | Réciprocité totale              |
| Lituanie           | 90 jours par période de 180 jours (y compris la période de séjour en Estonie, Lettonie, Malte, Pologne, Slovaquie et Slovénie.)          | Réciprocité totale              |
| Luxembourg         | 90 jours (sans tenir compte de la période de séjour dans les autres pays Schengen)                                                       | Réciprocité totale              |
| Malte              | 90 jours par période de 180 jours (y compris la période de séjour en Estonie, Lettonie, Lituanie, Pologne, Slovaquie et Slovénie.)       | Réciprocité totale              |
| Norvège            | 90 jours (sans tenir compte de la période de séjour dans les autres pays Schengen)                                                       | Réciprocité totale              |
| Pays-Bas           | 90 jours (sans tenir compte de la période de séjour dans les autres pays Schengen)                                                       | Réciprocité totale              |
| Pologne            | 90 jours par période de 180 jours (y compris la période de séjour en Estonie, Lettonie, Lituanie, Malte, Slovaquie et Slovénie.)         | Réciprocité totale              |
| Portugal           | 90 jours (sans tenir compte de la période de séjour dans les autres pays Schengen)                                                       | Réciprocité totale              |
| République tchèque | 90 jours (sans tenir compte de la période de séjour dans les autres pays Schengen)                                                       | Réciprocité totale              |
| Slovaquie          | 90 jours par période de 180 jours (y compris la période de séjour en Estonie, Lettonie, Lituanie, Malte, Pologne et Slovénie.)           | Réciprocité totale              |
| Slovénie           | 90 jours par période de 180 jours (y compris la période de séjour en Estonie, Lettonie, Lituanie, Malte, Pologne et Slovaquie.)          | Réciprocité totale              |
| Suède              | 90 jours (sans tenir compte de la période de séjour dans les autres pays Schengen)                                                       | Réciprocité totale              |
| Suisse             | 90 jours (sans tenir compte de la période de séjour dans les autres pays Schengen)                                                       | Réciprocité totale              |

### Europe (Non-Schengen)
| Pays               | Conditions d'accès                | Réciprocité en matière de visas |
| ------------------ | --------------------------------- | ------------------------------- |
| Albanie            | 90 jours                          |                                 |
| Andorre            | 90 jours                          | Réciprocité totale              |
| Bosnie-Herzégovine | 90 jours par période de 180 jours |                                 |
| Bulgarie           | 90 jours par période de 180 jours | Réciprocité totale              |
| Croatie            | 90 jours                          |                                 |
| Irlande            | 3 mois                            | Réciprocité totale              |
| Macédoine          | 90 jours                          |                                 |
| Monaco             | 90 jours                          | Réciprocité totale              |
| Monténégro         | 90 jours                          |                                 |
| Roumanie           | 90 jours par période de 180 jours | Réciprocité totale              |
| Saint-Marin        | 90 jours                          | Réciprocité totale              |
| Serbie             | 90 jours par période de 180 jours |                                 |
| Royaume-Uni        | 6 mois                            | Réciprocité totale              |
| Turquie            | 90 jours                          |                                 |

### Océanie
| Pays                      | Conditions d'accès                                                                        | Réciprocité en matière de visas |
| ------------------------- | ----------------------------------------------------------------------------------------- | ------------------------------- |
| Australie                 | Pas de restrictions d'accès                                                               | Réciprocité totale              |
| Fidji                     | 4 mois                                                                                    |                                 |
| Guam                      | Soit 45 jours (Guam-CNMI Visa Waiver Program) soit 90 jours (Visa Waiver Program fédéral) | Réciprocité totale              |
| Kiribati                  | 30 jours                                                                                  |                                 |
| Îles Cook                 | 31 jours                                                                                  |                                 |
| Îles Mariannes du Nord    | Soit 45 jours (Guam-CNMI Visa Waiver Program) soit 90 jours (Visa Waiver Program fédéral) | Réciprocité totale              |
| Îles Marshall             | 30 jours                                                                                  |                                 |
| Île Norfolk               | Pas de restrictions d'accès                                                               | Réciprocité totale              |
| Salomon                   | 3 mois                                                                                    |                                 |
| Micronésie                | 30 jours                                                                                  |                                 |
| Nauru                     | 30 jours                                                                                  |                                 |
| Nouvelle-Calédonie        | 90 jours                                                                                  | Réciprocité totale              |
| Niue                      | 30 jours                                                                                  |                                 |
| Palaos                    | 30 jours                                                                                  |                                 |
| Papouasie-Nouvelle-Guinée | 60 jours (Visa délivré à l'arrivée)                                                       |                                 |
| Polynésie française       | 90 jours                                                                                  | Réciprocité totale              |
| Samoa                     | 60 jours                                                                                  |                                 |
| Samoa américaines         | 30 jours                                                                                  |                                 |
| Tokelau                   |                                                                                           |                                 |
| Tonga                     | 31 jours                                                                                  |                                 |
| Tuvalu                    | 1 mois                                                                                    |                                 |
| Vanuatu                   | 30 jours                                                                                  |                                 |
| Wallis-et-Futuna          | 90 jours                                                                                  | Réciprocité totale              |